# Iapu
Iapu är en kommun i Brasilien.   Den ligger i delstaten Minas Gerais, i den sydöstra delen av landet, 700 km sydost om huvudstaden Brasília. Antalet invånare är 10 331.
Omgivningarna runt Iapu är huvudsakligen savann. Runt Iapu är det ganska tätbefolkat, med 60 invånare per kvadratkilometer.